# Ernst Heinrich Friedrich Meyer
Ernst Heinrich Friedrich Meyer (Hanôver, 1791 — Königsberg, Prússia, 1858) foi um botânico alemão e historiador botânico.
Nascido em Hanôver, lecionou em Göttingen e em 1826 tornou-se professor de botânica na Universidade de Königsberg, além de diretor do Jardim Botânico. Sua especialidade botânica era a Juncaceae, ou família de juncos. Sua obra principal foi o Geschichte der Botanik, de quatro volumes (“History of Botany”, 1854–1857).Sua história abrangeu autoridades antigas como Aristóteles e Teofrasto, explorou os primórdios da botânica moderna no contexto das práticas intelectuais dos séculos XV e XVI, e ofereceu uma riqueza de dados biográficos sobre os primeiros botânicos modernos. Julius von Sachs o declarou “nenhum grande botânico”, mas admitiu que “possuía um intelecto inteligente e cultivado”.
Durante seu tempo como professor particular na Universidade de Göttingen, ele conheceu Goethe, que tinha uma paixão surpreendente pela botânica.[carece de fontes?]
O quarto volume de Geschichte der Botanik está disponível online. Este botânico é denotado pela abreviatura E.Mey do autor. ao citar um nome botânico.